# Agaleptoides mangenoti
Agaleptoides mangenoti är en skalbaggsart som beskrevs av Pierre Lepesme 1956. Agaleptoides mangenoti ingår i släktet Agaleptoides och familjen långhorningar. Inga underarter finns listade i Catalogue of Life.